# Джозеф, Марджи
Марджи Джозеф (англ. Margie Joseph; род. 19 августа 1950, Паскагула, штат Миссисипи, США) — американская певица в жанрах R&B и соул.
Карьера певицы началась в 1967 году, когда она записала несколько демозаписей на студии Muscle Shoals Sound Studio. Вскоре Марджи Джозеф выпустила свою дебютную композицию «Why Does a Man Have to Lie?» («Почему люди лгут?»)  на лейбле Okeh.
В 1971 году подписала контракт с лейблом "Stax's Volt".

## Дискография
- 1971: Margie Joseph Makes A New Impression (Volt 6012)
- 1972: Phase II (Volt 6016)
- 1973: Margie Joseph (Atlantic 7248)
- 1974: Margie (Atlantic 7248)
- 1974: Sweet Surrender (Atlantic 7277)
- 1976: Blue Magic-Major Harris-Margie Joseph Live! LP (WMOT 2-5000)
- 1976: Hear The Words, Feel The Feeling (Cotillion 99006)
- 1978: Feeling My Way (Atco 19182)
- 1983: Knockout! (HCRC 20009)
- 1988: Stay (Itchiban 1027)
- 2006: Latter Rain (Sista Praise CD 700)
- 2006: Blue Magic-Major Harris-Margie Joseph Live! CD (Collectables)